# شترمرغ جزیره کانگارو
شترمرغ جزیره کانگارو (نام علمی: Dromaius baudinianus) نام یک گونه منقرض‌شده از رده پرنده است.